# La Femme de mon pote
La Femme de mon pote è un film del 1983 diretto da Bertrand Blier.

## Trama
Centro sportivo invernale di Courchevel: Pascal Saulnier è il manager di un negozio di abbigliamento sportivo invernale e Micky è il disc jockey della radio locale; i due sono amici di vecchia data. Pascal è un bel ragazzo che ha successo con le donne, tutto l'opposto di Micky. Viviane Arthaud, affascinante parigina in vacanza e alla ricerca di divertimento, inizia una relazione con Pascal, ma allo stesso tempo è affascinata da Micky.